# IUPAP
De afkorting IUPAP staat voor International Union of Pure and Applied Physics, of in het Nederlands Internationale Unie voor Zuivere en Toegepaste Natuurkunde. Het is een onafhankelijke organisatie die in 1922 werd opgericht, en zich bezighoudt met de vooruitgang op het gebied van natuurkunde. De eerste algemene vergadering van de organisatie was in 1923 in Parijs.

## Doelen
De doelen van de IUPAP zijn: 
- Het stimuleren en promoten van internationale samenwerking op het gebied van natuurkunde
- Het sponsoren van goede internationale bijeenkomsten
- Het assisteren bij het organiseren van comités
- Het voorbereiden en publiceren van papers en tabellen op het gebied van natuurkunde.
- Het promoten van internationale overeenkomsten over het gebruik van symbolen, eenheden, nomenclaturen en standaarden
- Zorgen voor vrije circulatie van wetenschappers
- Het aanmoedigen van onderzoek en onderwijs

## Opzet
Leden van de IUPAP zijn gemeenschappen van natuurkundigen, veelal vertegenwoordigd door natuurkundige organisaties, zoals de Nederlandse Natuurkundige Vereniging en de Belgian Physical Society. De IUPAP wordt bestuurd door de algemene vergadering, die ten minste elke drie jaar bijeenkomt, en waarin ieder lid door een of meer afgevaardigden wordt vertegenwoordigd. De algemene vergadering kiest een bestuur dat tussen algemene vergaderingen in de activiteiten van de IUPAP coördineert. 
De IUPAP telt daarnaast 19 gespecialiseerde internationale comités en drie gerelateerde commissies.
IUPAP is lid van de Internationale Raad voor Wetenschappen.